# Bukva
Bukva (lat. Fagus), biljni rod iz porodice bukovki kojemu pripada 12 ili 13 vrsta drveća rasprostranjenog po Europi, dijelovima Azije i istočnim dijelovima Sjeverne Amerike.
Ime roda dolazi od grčkog phagein (jesti; zbog jestivih plodova), od čega je nastalo latinski fagus. Plodovi obične bukve su jestivi i u prošlosti su se konzumirali, dok danas služe kao hrana jedino šumskoj divljači, dok su za domaću stoku u većim količinama otrovni.

## Revizija roda 2024.
2024. godine predložena je subgenerička klasifikacija Fagusa i revizija njegovih zapadnih euroazijskih svojti na temelju uzorkovanja morfoloških i molekularnih podataka na razini populacije. Podaci o molekularnom slijedu koji podupiru ovu klasifikaciju proizlaze iz genetskih markera kodiranih jezgrom. Fagus subg. Fagus se sastoji od dvanaest vrsta, od kojih se dvije nalaze u Sjevernoj Americi, četiri u zapadnoj Euroaziji i šest u istočnoj Aziji. Fagus subg. Englerianae Denk & G.W.Grimm obuhvaća tri istočnoazijske vrste. Primjena novog koncepta vrste korištenjem detaljnih podataka opravdava prepoznavanje prethodno zanemarenih kriptičnih svojti. Stabla bukve iz zapadne Euroazije trenutno se tretiraju kao jedna vrsta, F. sylvatica L., s dvije podvrste. Unatoč tome, nekoliko prethodnih studija ukazalo je na jasne razlike između populacija bukve iz Europe, Turske, regije Kavkaza i područja hirkanskih šuma uključujući planine Talysh u Azerbajdžanu i šume južno od Kaspijskog jezera u Iranu. Svi novogenerirani podaci pokazuju da različite istočnjačke bukve odražavaju divergencije i procese specijacije koji su prethodili razdvajanju između europske bukve i njezine istočne braće i sestara. Stoga, na temelju morfoloških i molekularnih razlika, prepoznajemo četiri vrste u zapadnoj Euroaziji, europsku F. sylvatica L., uglavnom sjeverozapadnu tursku F. orientalis Lipsky, kavkasku F. hohenackeriana Palib. i hirkanijsku F. caspica Denk & G. W. Grimm. Dijagnostička genotipska obilježja uključena su u opise.

## Vrste
1. Fagus caspica Denk & G.W.Grimm
2. Fagus crenata Blume; japanska bukva
3. Fagus engleriana Seemen ex Diels; kineska bukva
4. Fagus grandifolia Ehrh.; američka bukva
5. Fagus hayatae Palib. ex Hayata
6. Fagus hohenackeriana Palib.; kavkaska bukva
7. Fagus japonica Maxim.
8. Fagus lucida Rehder & E.H.Wilson
9. Fagus multinervis Nakai
10. Fagus orientalis Lipsky
11. Fagus pashanica C.C.Yang
12. Fagus sinensis Oliv.
13. Fagus sylvatica L.; obična bukva

## Sinonimi
- Phegos St.-Lag.; Ann. Soc. Bot. Lyon 7: 133 (1880)

## Galerija
- F. orientalis, list
- F. crenata, Japan
- F. engleriana, Morris Arboretum, SAD; ova vrsta raste u Kini
- F. grandifolia, vrsta iz Sjeverne Amerike
- Plod obične bukve.